# Lauren German
Lauren Christine German (Huntington Beach, 29 novembre 1978) è un'attrice statunitense.

## Biografia
All'inizio della sua carriera prende parte, ricoprendo piccoli ruoli, in alcuni film come Pazzo di te!, I passi dell'amore - A Walk to Remember e Non aprite quella porta.
Nel 2007 diventa la protagonista di Hostel: Part II, un film di Eli Roth. Prende parte, nel 2010, al cast della serie televisiva Happy Town, recitando il ruolo di Henley Boone, la serie tuttavia viene eliminata dopo una sola stagione.
Recita in The Divide, un film del 2011, inoltre interpreta Lori Weston in alcuni episodi della serie Hawaii Five-0. Dal 2012 al 2015 interpreta il ruolo di Leslie Shay nella serie televisiva di NBC Chicago Fire.
Dal 2016 al 2021 è stata la co-protagonista della serie televisiva Lucifer, nella quale interpreta la parte della detective Chloe Decker.

## Filmografia

### Cinema
Born killers (Tom Seizemore)
- Pazzo di te! (Down to You), regia di Kris Isacsson (2000)
- I passi dell'amore - A Walk to Remember (A Walk to Remember), regia di Adam Shankman (2002)
- Dead Above Ground, regia di Chuck Bowman (2002)
- A Midsummer Night's Rave, regia di Gil Cates Jr. (2002)
- Non aprite quella porta (The Texas Chainsaw Massacre), regia di Marcus Nispel (2003)
- RX - Strade senza ritorno (Rx), regia di Ariel Vromen (2005)
- Standing Still, regia di Matthew Cole Weiss (2005)
- Piggy Banks, regia di Morgan J. Freeman (2005)
- You Are Here, regia di Henry Pincus (2007)
- It Is Fine! Everything Is Fine, regia di David Brothers e Crispin Glover (2007)
- Love and Mary, regia di Elizabeth Harrison (2007)
- Hostel: Part II, regia di Eli Roth (2007)
- What We Do Is Secret, regia di Rodger Grossman (2007)
- Mating Dance, regia di Cate Caplin (2008)
- Made for Each Other, regia di Daryl Goldberg (2009)
- Dark Country, regia di Thomas Jane (2009)
- The Divide, regia di Xavier Gens (2011)

### Televisione
- Undressed – serie TV (1999)
- Settimo cielo (7th Heaven) – serie TV, episodio 5x18 (2001)
- Shotgun Love Dolls, regia di T.J. Scott – film TV (2001)
- Going to California – serie TV, episodio 1x15 (2002)
- The Lone Ranger, regia di Jack Bender – film TV (2003)
- Sex, Love & Secrets – serie TV, 8 episodi (2005)
- Arrenditi, Dorothy (Surrender, Dorothy), regia di Charles McDougall – film TV (2006)
- Happy Town – serie TV, 8 episodi (2010)
- Human Target – serie TV, episodio 2x11 (2011)
- Memphis Beat – serie TV, episodi 2x08-2x10 (2011)
- Hawaii Five-0 – serie TV, 15 episodi (2011-2012)
- Chicago Fire – serie TV, 49 episodi (2012-2015)
- Chicago P.D. – serie TV, episodi 1x01-1x12 (2014)
- Lucifer – serie TV, 93 episodi (2016-2021)

## Doppiatrici italiane
Nelle versioni in italiano dei suoi film, Lauren German è stata doppiata da:
- Federica De Bortoli in Hostel: Part II, Happy Town
- Francesca Manicone in Hawaii Five-0, Lucifer
- Paola Majano in Chicago Fire, Chicago P.D.
- Eleonora De Angelis in Non aprite quella porta
- Francesca Fiorentini in Human Target
- Chiara Gioncardi in Memphis Beat